# Athyrium yamadae
Athyrium yamadae là một loài dương xỉ trong họ Athyriaceae. Loài này được Miyabe & Kudô mô tả khoa học đầu tiên năm 1921.
Danh pháp khoa học của loài này chưa được làm sáng tỏ. 